# Jatropha breviloba
Jatropha breviloba là một loài thực vật có hoa trong họ Đại kích. Loài này được (Morong) Pax & K.Hoffm. mô tả khoa học đầu tiên năm 1919.